# Nagroda (film 2011)
Nagroda (hiszp. El premio) – francusko-niemiecko-polsko-meksykański dramat filmowy z 2011 roku w reżyserii i według scenariusza Pauli Markovitch, której był to debiut fabularny.

## Premiera
Światowa premiera filmu miała miejsce 11 lutego 2011 podczas 61. MFF w Berlinie, gdzie film był wyświetlany w konkursie głównym. Na tym festiwalu obraz otrzymał Srebrnego Niedźwiedzia za wybitne osiągnięcie artystyczne w dziedzinie scenografii i zdjęć.
Polska premiera filmu miała miejsce 26 lipca 2011 w ramach 11. MFF Nowe Horyzonty we Wrocławiu.

## Zarys fabuły
Akcja filmu rozgrywa się w Argentynie w czasie dyktatury wojskowej i ukazuje, jak daleko jej macki rozprzestrzeniają się nawet do odległych miejsc. Fabuła filmu skupia się na historii matki (granej przez Laurę Agorreca), która przenosi się wraz z córką (graną przez Paulę Galinelli Hertzog) do nadmorskiej miejscowości, gdzie ma nadzieję uciec od reżimu, ale ten dotarł również i tam.

## Obsada
- Laura Agorreca jako Lucía
- Paula Galinelli Hertzog jako Ceci
- Sharon Herrera jako Silvia
- Uriel Iasillo jako Walter
- Viviana Suraniti jako Maestra Rosita

i inni

## Nagrody i nominacje
61. MFF w Berlinie
- Srebrny Niedźwiedź za wybitne osiągnięcie artystyczne
  - Zdjęcia: Wojciech Staroń
  - Scenografia: Barbara Enriquez